# تی‌اس‌اس ملیفنت (۱۹۰۳)
تی‌اس‌اس ملیفنت (۱۹۰۳) (به انگلیسی: TSS Mellifont (1903)) یک کشتی بود. این کشتی در سال ۱۹۰۳ ساخته شد.